# Gustavo Conforti
Gustavo Conforti (* 5. August 1879 in Florenz; † 25. Dezember 1975 ebenda) war ein italienischer Schauspieler.

## Leben
Conforti diplomierte an der Schauspielschule unter Luigi Rasi in seiner Heimatstadt und begann 1906 seine Bühnenkarriere; für „Liebhaber“-Rollen wurde er bei A.Bolognesi/Pirovano unter Vertrag genommen und unternahm mit dem Ensemble zahlreiche Tourneen durch Lateinamerika. Zurück in Italien gehörte er verschiedenen bedeutenden Theatertruppen an, so arbeitete er mit Quaranta/Marescalchi, Dina Galli/Amerigo Guasti, Armando Falconi/Olga Vittoria Gentilli und mit Aldo Silvani. 1920 wechselte Conforti zu Luigi Carini/Olga Vittoria Gentilli und trat später mit Vittorio De Sica/Giuditta Rissone auf.
1970 wurde Conforti, der bis auf eine Handvoll Filmrollen, einige Radioengagements, manche Synchronrollen und wenige Fernsehauftritte immer der Bühne treu geblieben war, als Teil des Ensembles um Diego Fabbri im Theater „La Cometa“ in Rom zu seinem endgültigen Rückzug mit einer goldenen Ehrenmedaille für seine Verdienste um das Theaterwesen ausgezeichnet.
Conforti war mit der Sopranistin Egle Dainelli verheiratet. Sein Bruder Giovanni war ebenfalls als Schauspieler tätig.

## Filmografie (Auswahl)
- 1911: Francesca da Rimini
- 1935: Lorenzino de’ Medici
- 1937: Karthagos Fall (Scipione l'Africano)
- 1938: Drei Frauen um Verdi (Giuseppe Verdi)
- 1965: Questa sera parla Mark Twain (Fernsehserie, eine Folge)